# USS LST-1043
O USS LST-1043 foi um navio de guerra norte-americano da classe LST que operou durante a Segunda Guerra Mundial.